# Na-lạc-ba
Na-lạc-ba, Naropa (sa. nāropa, nāḍapāda, nāroṭapa, yaśabhadra, bo. ནཱ་རོ་པ་), 1016-1100 hay 956-1040, mệnh danh là "Kẻ vô uý", là một vị Đại sư Ấn Độ theo truyền thống Tantra của 84 vị Đại thành tựu (sa. mahāsiddha). Người truyền Mật giáo cho Sư là Tilopa (zh. 帝羅巴, bo. ti lo pa ཏི་ལོ་པ་), một những Đại thành tựu giả danh tiếng nhất.
Naropa được xem là người truyền những Giáo Pháp Đại thủ ấn và vì vậy phép tu này được gọi là Na-lạc lục pháp, "sáu pháp Yoga của Naropa ", được Đại dịch giả Marpa - Mã-nhĩ-ba (bo. mar pa མར་པ་) truyền qua Tây Tạng và ngày nay vẫn là một giáo pháp quan trọng của tông phái Ca-nhĩ-cư (bo. kagyupa བཀའ་བརྒྱུད་པ་). Naropa đã từng giữ trách nhiệm quan trọng tại viện Phật học Na-lan-đà và sau mới trở thành đệ tử của Tilopa. Sư sống cùng thời với Atisha.
Sư sinh ra trong một gia đình bán rượu, nhưng lại đi làm nghề đốn củi. Lúc nghe về một vị Du-già sư (sa. yogin) tên Tilopa, Sư liền xin theo học và phục vụ Thầy suốt 12 năm không hề than vãn, mặc dù bị Thầy đối xử tàn tệ. Lần nọ, Sư chịu phạm tội ăn trộm chỉ để làm vừa lòng Thầy. Sau thời gian thử thách này, Tilopa mới chịu giáo hóa, gọi Sư là "Đứa con uy tín và trì chí." Chỉ sáu tháng sau, Sư đắc quả Đại thủ ấn thành tựu pháp (sa. mahāmudrāsiddhi). Lời dạy cuối cùng của Tilopa cho Sư là "Không tưởng tượng, không suy ngẫm, không thiền, không tác động, giữ yên tịnh, không bám vào bất cứ đối tượng nào."
Naropa có nhiều môn đệ trở thành những Thành tựu giả, trong đó có Mã-nhĩ-ba (bo. mar pa མར་པ་) là người nổi tiếng nhất. Sư cũng có lần giữ một chức giảng dạy trong viện Phật học Siêu Giới (sa. vikramaśīla).
Chứng đạo ca của Naropa có những dòng sau:
Như đội quân đại đế
Chiếm trọn toàn lãnh thổ
Đất liền và biển cả
Tu sĩ nào biết vị
Của niềm vui tự tại
Của tự tính bẩm sinh
Kẻ đó thắng Luân hồi
Và thanh tịnh lên ngôi